# Alexei Sergejewitsch Wassiljew
Alexei Sergejewitsch Wassiljew (russisch Алексей Сергеевич Васильев; * 1. September 1977 in Jaroslawl, Russische SFSR) ist ein russischer Eishockeyspieler, der zuletzt bei Lokomotive Jaroslawl aus der Kontinentalen Hockey-Liga unter Vertrag stand.

## Karriere
Alexei Wassiljew begann seine Karriere als Eishockeyspieler in seiner Heimatstadt in der Nachwuchsabteilung von Torpedo Jaroslawl. Für die Profimannschaft des Vereins spielte er zunächst zwischen 1993 und 1996 in der Internationalen Hockey-Liga. Nachdem diese durch die Superliga abgelöst wurde, gewann der Verteidiger mit Torpedo in der Saison 1996/97 den russischen Meistertitel. Anschließend erhielt er einen Vertrag bei den New York Rangers, die ihn bereits im NHL Entry Draft 1995 in der fünften Runde als insgesamt 110. Spieler ausgewählt hatten. 1996 war er von den Halifax Mooseheads, die aber wegen des Vertrages mit den Rangers nicht zum Zuge kamen, beim CHL Import Draft als insgesamt 16. Spieler gedraftet worden. Die gesamte Spielzeit 1997/98 musste er aufgrund einer Knieverletzung, die er im Trainingscamp der Rangers erlitt, aussetzen. Von 1998 bis 2000 spielte er schließlich für das Farmteam der Rangers, das Hartford Wolf Pack, in der American Hockey League. Dabei erzielte er in insgesamt 171 Spielen 21 Tore und bereitete 49 Treffer vor. 2000 gewann er mit dem Wolf Pack den Calder Cup. Zudem kam er in der Saison 1999/2000 zu seinem einzigen Einsatz für die New York Rangers in der National Hockey League. 
Am 25. September 2000 wurde Wassiljew an die Nashville Predators abgegeben. Bei diesen kam er ebenfalls nur im Farmteam zum Einsatz und bestritt in der Saison 2000/01 73 Spiele für die Milwaukee Admirals in der International Hockey League, in denen er sechs Tore erzielte und zwölf Vorlagen gab. Im Sommer 2001 kehrte der Linksschütze zu seinem Heimatverein aus Jaroslawl zurück, der seinen Namen mittlerweile in Lokomotive geändert hatte. Mit Lokomotive Jaroslawl wurde er auf Anhieb in den Jahren 2002 und 2003 Meister. In den folgenden Jahren wurde der ehemalige Junioren-Nationalspieler ein Führungsspieler in seiner Mannschaft, mit der er 2008 russischer Vizemeister wurde. Seit der Saison 2008/09 steht er für Lokomotive in der neu gegründeten Kontinentalen Hockey-Liga auf dem Eis, in deren Premierenspielzeit er mit seiner Mannschaft Ak Bars Kasan im Playoff-Finale um den Gagarin Cup mit 3:4 Siegen unterlag. In der folgenden Spielzeit war Wassiljew zudem Assistenzkapitän bei Lokomotive. Im Anschluss an die Saison 2010/11 verließ er Lokomotive Jaroslawl und war bis November 2011 vereinslos, bevor der Russe von Torpedo Nischni Nowgorod verpflichtet wurde.
Im September 2013 kehrte er zu Lokomotive zurück und spielte dort bis zum Ende der Saison 2014/15.

### International
Für Russland nahm Wassiljew im Juniorenbereich an der U18-Junioren-Europameisterschaft 1995 sowie deb Junioren-Weltmeisterschaften 1996 und 1997 teil. Bei den beiden U20-Turnieren gewann er mit den russischen Junioren jeweils die Bronzemedaille.

## Erfolge und Auszeichnungen
| - 1997 Russischer Meister mit Torpedo Jaroslawl - 2000 Gewinn des Calder Cups mit dem Hartford Wolf Pack - 2002 Russischer Meister mit Lokomotive Jaroslawl - 2002 Beste Plus/Minus-Bilanz der Superliga-Hauptrunde | - 2003 Russischer Meister mit Lokomotive Jaroslawl - 2008 Russischer Vizemeister mit Lokomotive Jaroslawl - 2009 Russischer Vizemeister mit Lokomotive Jaroslawl |

### International
- 1996 Bronzemedaille bei der Junioren-Weltmeisterschaft
- 1997 Bronzemedaille bei der Junioren-Weltmeisterschaft

## Statistik
(Stand: Ende der Saison 2010/11)